# Abstraktní expresionismus
Termínu abstraktní expresionismus se užívá jako souhrnného označení pro směry abstraktní moderní malby v době od konce druhé světové války do počátku 60. let.

## Charakteristika

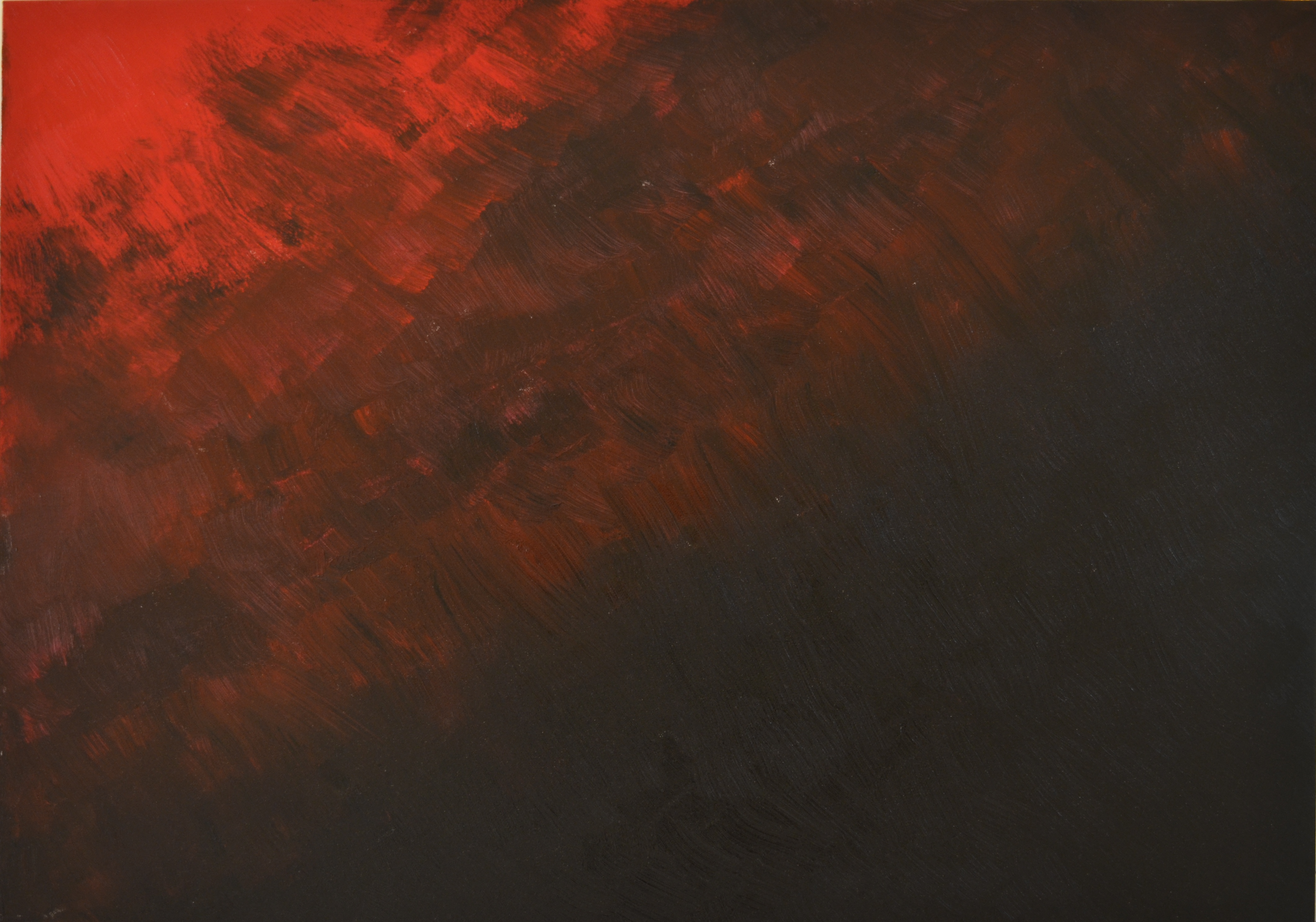
Příklad současného abstraktního expresionismu, 'Storm', Natalia P. Fernandes

Všem proudům abstraktního expresionismu byl společný pocit, emoce a spontánnost, které byly důležitější než rozum, technika a reglementace. Způsobem zobrazování byla abstrakce, částečně i figurativní abstrakce. Malířské techniky byly variovány, malba byla na podložku prováděna štětcem i různě velkými nádobami na barvy. Směr byl do značné míry ovlivněn společenským kontextem prožité války, který je u reprezentantů abstraktního expresionismu pozorovatelný jednak nedůvěrou k autoritativním ideologiím a jimi prosazovaným proudům realistického umění, jakož i místem zrodu abstraktního expresionismu, kterým byl New York, kde vznikla velká komunita umělců, které z Evropy vyhnala válka a totalitní režimy, které ji následovaly. Spojené státy a především město New York se tak s rozvojem abstraktního expresionismu stávají centrem světového umění, za které byla dosud považována Paříž. Umění abstraktního expresionismu velmi úzce navazuje na avantgardní umění meziválečné doby, především na surrealismus a je považováno za pokračování a vyvrcholení moderního umění.

## Varianty
Evropské abstraktní umění bývá po druhé světové válce označováno jako Informel, resp. Tachismus. Jeho centrum bylo ve Francii. Jeho významnými představiteli byli: Mathieu, Hartung, Schumacher a Wols.
Ve Spojených státech amerických, nezávisle na evropském vývoji, vzniklo Action Painting. Jeho představiteli jsou Pollock, de Kooning, Gorky.
Jako protiklad k neklidné a spontánní Action Painting se ve Spojených státech rozvíjí malířství barevných polí (Colour Field Painting). Bylo ztvárňováno umělci jako Newman, Still a Rothko.

## Představitelé abstraktního expresionismu
Hans Hartung (1904–1989)
Wols (1913–1951)
Jackson Pollock (1912–1956)
Conrad Marca-Relli (1913–2000)
Mark Rothko (1903–1970)
Arshile Gorky (1904–1948)
Philip Guston (1913-1980)
Pierre Soulages (1919–2022)
Hans Hofmann (1880–1966)
Jean Dubuffet (1901–1985)
Seymour Lipton (1903–1986)
Karel Appel (1921-2006)
Helen Frankenthaler (1928–2011)
Franz Kline (1910–1962)
Willem de Kooning (1904–1997)
Barnett Newman (1905–1970)
Ludwig Merwart (1913–1979)
Robert Motherwell (1915–1991)
Richard Pousette-Dart (1916–1992)
Georges Mathieu (1921–2012)
Ad Reinhardt (1913–1967)
Grace Hartigan (1922-2008)
Jean-Paul Riopelle (1923–2002)
Michael Goldberg (1924–2007)
Clyfford Still (1904–1980)
Karl Otto Götz (1914–2017)
K.R.H. Sonderborg (1923–2008)
Antonio Saura (1930–1998)
Antoni Tàpies (1923-2012)
Mark Tobey (1890-1976)
Bradley Walker Tomlin (1899–1953)
Helmut Jahn (1940–2021)